# 3817 Lencarter
3817 Lencarter este un asteroid din centura principală, descoperit pe 25 iunie 1979 de Eleanor Helin și Schelte Bus.